# フルトン・ストリート駅 (INDクロスタウン線)
フルトン・ストリート駅（Fulton Street）はニューヨーク市地下鉄INDクロスタウン線の駅で、 ラファイエット・アベニューのサウス・ポートランド・アベニュー - フルトン・ストリート間にある。終日G系統が停車する。

## 駅構造
| G          | 地上階                       | 出入口                                                                |
| M          | 改札階                       | 改札口、駅員詰所、メトロカード自動券売機                              |
| P ホーム階 | 相対式ホーム、右側ドアが開く | 相対式ホーム、右側ドアが開く                                          |
| P ホーム階 | 南行線                       | ← チャーチ・アベニュー駅行き（ホイト-スカーマーホーン・ストリーツ駅） |
| P ホーム階 | 北行線                       | → コート・スクエア駅行き（クリントン-ワシントン・アベニュース駅）→    |
| P ホーム階 | 相対式ホーム、右側ドアが開く |                                                                       |

フルトン・ストリート駅は1937年7月1日に開業した相対式ホーム2面2線の地下駅で、クロスタウン線のナッソー・アベニュー駅 - ホイト-スカーマーホーン・ストリーツ駅間延伸に合わせて開業した。ホームの壁面には濃緑色で縁取りしたライムグリーンの帯が水平に引かれており、ライムグリーンで縁取りした濃緑色の地に白のサンセリフ体で "FULTON ST" とレタリングした駅名標が取り付けられている。また、ライムグリーンの帯に沿って等間隔で白で "FULTON" とレタリングした小さな黒い駅名標が設けられ、同じ作りの方向案内が駅名標の下に取り付けられている。ホームには青い I 形鋼の柱が等間隔で並び、1本おきに黒地に白でレタリングしたニューヨーク市地下鉄標準の駅名標が取り付けられている。
駅はINDフルトン・ストリート線ラファイエット・アベニュー駅のすぐ近くにあり、両駅を結ぶ従業員専用通路もある。

### 出入口
駅はホーム全長に渡って改札階を設置しているが、ほとんどの部分は使用されていない。北端に改札があり、サウス・ポートランド・アベニュー-ラファイエット・アベニュー交差点に出る。また、南行ホームにはフルトン・ストリート-ラファイエット・アベニュー交差点に出ることができる改札がある。

## 周辺施設
- バークレイズ・センター

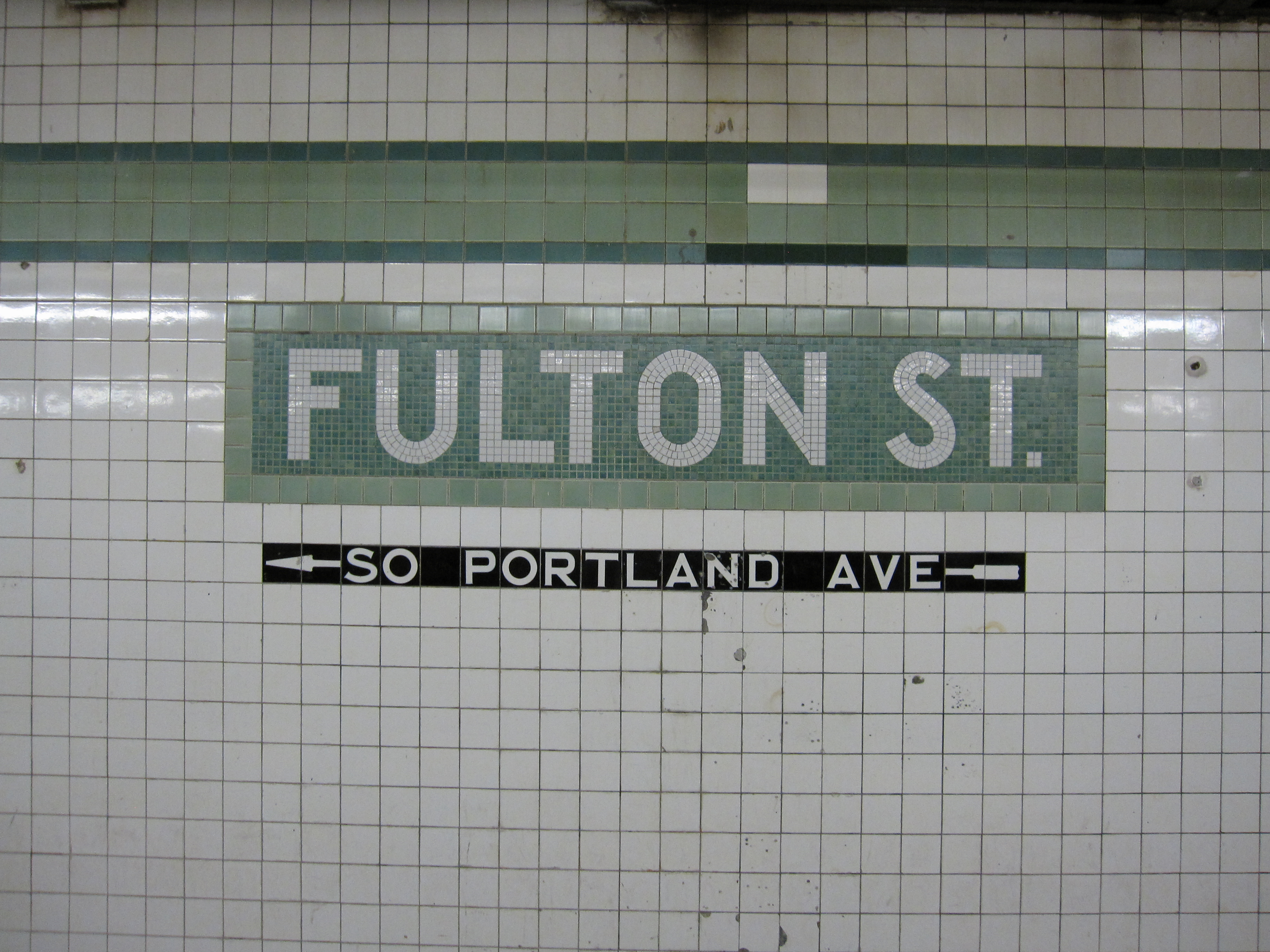
駅名標

- ブルックリン・アカデミー・オブ・ミュージック（）
- ブルックリン工業高校（英語版）
- フォート・グリーン・パーク（英語版）
- アイアンデール・センター（英語版）
- マーク・モリス・ダンス・センター（英語版）
- MoCADA（英語版）